# Barenton-Cel
Barenton-Cel è un comune francese di 144 abitanti situato nel dipartimento dell'Aisne della regione dell'Alta Francia.

## Società

### Evoluzione demografica
Abitanti censiti